# المساعدات الخارجية الأمريكية
المساعدات الخارجية للولايات المتحدة هي المساعدات التي تقدمها حكومة الولايات المتحدة إلى الحكومات الأخرى. هذه المساعدات لا تشمل الأموال الممنوحة من المنظمات الخيرية الخاصة التي يوجد مقرها في الولايات المتحدة، أو التحويلات المالية التي تتم بين أفراد الأسرة الواحدة. هناك قسمان من المساعدات الخارجية الأمريكية : المساعدات العسكرية والمساعدات الاقتصادية. قسمت خدمة أبحاث الكونغرس هاته المساعدات إلى خمس فئات: المساعدات الإنمائية الثنائية، المساعدات الاقتصادية، المساعدات الإنسانية، المساهمات الاقتصادية متعددة الأطراف، المساعدات العسكرية.
تشمل الدول المتلقية للمساعدات الخارجية البلدان النامية والبلدان ذات الأهمية الاستراتيجية للولايات المتحدة والبلدان التي شهدت حروبا. تقدم الحكومة حوالي نصف مساعداتها الاقتصادية من خلال وكالة متخصصة، هي الوكالة الأمريكية للتنمية الدولية (USAID). بدأت المساعدات الخارجية التي ترعاها الحكومة بطريقة منتظمة بعد الحرب العالمية الثانية؛ كان هناك العديد من برامج المساعدات أكبرها خطة مارشال لعام 1948 وقانون الأمن المتبادل 1951-1961.
يتم تقديم المساعدات العسكرية في كثير من الأحيان إلى الدول الأجنبية التي تعاني من حرب أهلية، وخصوصا تلك البلدان الغنية بالموارد الطبيعية. لذلك، فإن البلدان الغنية بالموارد الطبيعية لديها فرص أكثر لتلقي المساعدات الخارجية من الولايات المتحدة.
لا تحظى المساعدات الخارجية بدعم شعبي لها لدى عامة الناس، حيث أظهر استطلاع عام 2017 أن 57٪ يفضلون خفض المساعدات و 6٪ يريدون زيادة المساعدات. من ناحية أخرى، فإن المساعدات الخارجية تحظى بدعم الحزبين في الكونغرس، ومعظم الأميركيين يبالغون في تقدير نسبة المساعدات الخارجية من إجمالي الميزانية الفيدرالية. في الماضي، تم صرف أقل من 1٪ من الميزانية الوطنية كمساعدات خارجية. اعتبارًا من السنة المالية 2017، بلغ إجمالي المساعدات الخارجية بين وزارة الخارجية الأمريكية والوكالة الأمريكية للتنمية الدولية 50.1 مليار دولار، أي ما يزيد قليلاً عن 1٪ من الميزانية.

## نظرة عامة
في السنة المالية 2017 (من 10/1/2016 إلى 09/30/2017)، خصصت الحكومة الأمريكية المبالغ التالية للمساعدات الخارجية :
- إجمالي المساعدات الاقتصادية والعسكرية: 49.87 مليار دولار.
- إجمالي المساعدات العسكرية: 14.77 مليار دولار.
- إجمالي المساعدات الاقتصادية: 35.10 مليار دولار، نفذت الوكالة الأمريكية للتنمية الدولية منها: 20.55 مليار دولار.[8]

| البلد                       | المساعدات العسكرية والاقتصادية 2017، مليون دولار أمريكي | المساعدات الواردة للفرد في السنة المالية 2017، دولار أمريكي | المساعدات الاقتصادية 2017، مليون دولار أمريكي | المساعدات العسكرية 2017، مليون دولار أمريكي |
| --------------------------- | ------------------------------------------------------- | ----------------------------------------------------------- | --------------------------------------------- | ------------------------------------------- |
| أفغانستان                   | 5,730.48                                                | 161.29                                                      | 1,309.88                                      | 4,420.60                                    |
| العراق                      | 3,711.99                                                | 96.98                                                       | 734.53                                        | 2,977.46                                    |
| إسرائيل                     | 3,191.07                                                | 383.45                                                      | 16.07                                         | 3,175.00                                    |
| الأردن                      | 1,489.50                                                | 153.53                                                      | 1,015.62                                      | 473.88                                      |
| مصر                         | 1,475.61                                                | 15.13                                                       | 173.33                                        | 1,302.28                                    |
| إثيوبيا                     | 1,102.96                                                | 10.51                                                       | 1,102.31                                      | 647.82                                      |
| كينيا                       | 1,060.40                                                | 21.34                                                       | 1,026.19                                      | 34.21                                       |
| جنوب السودان                | 924.10                                                  | 73.48                                                       | 913.37                                        | 10.73                                       |
| سوريا                       | 890.96                                                  | 48.77                                                       | 890.96                                        | 0                                           |
| نيجيريا                     | 851.88                                                  | 4.46                                                        | 848.38                                        | 3.50                                        |
| باكستان                     | 836.78                                                  | 4.25                                                        | 555.78                                        | 281.00                                      |
| أوغندا                      | 740.77                                                  | 17.00                                                       | 739.68                                        | 1.085                                       |
| تنزانيا                     | 626.48                                                  | 10.93                                                       | 619.69                                        | 6.80                                        |
| اليمن                       | 595.15                                                  | 21.07                                                       | 594.90                                        | 0.25                                        |
| الصومال                     | 583.81                                                  | 39.60                                                       | 461.13                                        | 122.68                                      |
| موزمبيق                     | 579.99                                                  | 19.55                                                       | 579.40                                        | 600.16                                      |
| كولومبيا                    | 517.63                                                  | 10.55                                                       | 405.62                                        | 112.02                                      |
| جنوب إفريقيا                | 511.48                                                  | 9.02                                                        | 510.63                                        | 853.38                                      |
| أوكرانيا                    | 506.75                                                  | 11.46                                                       | 256.43                                        | 250.31                                      |
| لبنان                       | 505.44                                                  | 83.10                                                       | 418.60                                        | 86.84                                       |
| جمهورية الكونغو الديمقراطية | 493.95                                                  | 6.07                                                        | 489.72                                        | 4.23                                        |

## المساعدات الأمريكية
أقر الكونغرس قانون المساعدة الخارجية في 4 سبتمبر 1961، بإعادة تنظيم برامج المساعدات الخارجية الأمريكية وفصل المساعدات العسكرية عن غير العسكرية. أصدر الرئيس كينيدي القانون بعد شهرين. أصبحت الوكالة الأمريكية للتنمية الدولية أول منظمة مساعدة أجنبية أمريكية تركز اهتمامها الأساسي على التنمية الاقتصادية والاجتماعية على المدى الطويل.

### عقد 2000
| الوكالة المنفذة                   | 2012      | 2013      | 2014      | 2015      | 2016      | 2017      |
| الوكالة الأمريكية للتنمية الدولية | 18,292.09 | 17,315.93 | 17,822.82 | 19,412.06 | 19,358.09 | 20,548.50 |
| وزارة الدفاع الأمريكية            | 17,954.16 | 13,681.98 | 10,521.37 | 14,823.81 | 15,347.51 | 14,500.82 |
| وزارة الخارجية الأمريكية          | 6,079.27  | 5,522.48  | 6,829.06  | 7,508.35  | 5,836.87  | 7,664.03  |
| وزارة الصحة والخدمات البشرية      | 2,281.97  | 3,079.00  | 2,694.02  | 2,640.30  | 4,217.89  | 2,659.52  |
| وزارة الخزانة الأمريكية           | 2,834.18  | 2,673.16  | 2,734.66  | 2,647.78  | 2,286.03  | 1,846.36  |
| مؤسسة تحدي الألفية                | 413.02    | 1,115.55  | 567.34    | 429.57    | 963.23    | 1,012.08  |
| وزارة الطاقة الأمريكية            | 691.14    | 969.25    | 653.19    | 590.62    | 535.09    | 432.48    |
| قوات حفظ السلام                   | 426.11    | 406.72    | 396.453   | 441.56    | 440.16    | 479.34    |
| وزارة الزراعة                     | 369.28    | 334.82    | 248.86    | 211.57    | 382.06    | 290.26    |
| وزارة الداخلية                    | 225.00    | 216.95    | 292.26    | 233.56    | 280.88    | 240.84    |
| الجيش الأمريكي                    | 170.30    | 90.22     | 72.34     | 117.87    | 85.72     | 2.09      |
| وكالة التجارة والتنمية            | 44.14     | 40.64     | 49.22     | 51.11     | 58.10     | 67.77     |
| القوات الجوية الأمريكية           | 85.98     | 16.28     | 3.62      | 181.00    | 8.59      | 7.00      |
| وزارة العمل                       | 12.16     | 30.55     | 17.00     | 81.18     | 44.17     | 24.58     |
| البحرية الأمريكية                 | 22.21     | 55.06     | 104.08    | 20.49     | 7.56      | 0         |
| مؤسسة التنمية الإفريقية           | 29.64     | 42.54     | 31.78     | 20.34     | 27.15     | 20.23     |
| مؤسسة الدول الأمريكية             | 31.12     | 26.20     | 27.84     | 26.41     | 27.47     | 30.09     |
| وكالة حماية البيئة الأمريكية      | 50.62     | 21.92     | 20.44     | 16.79     | 17.96     | 21.48     |
| وزارة العدل                       | 18.72     | 14.06     | 13.85     | 13.04     | (4.81)    | 10.21     |
| وزارة التجارة                     | 17.89     | 17.09     | 7.73      | 6.45      | 6.42      | 7.63      |
| وزارة الأمن الداخلي               | 5.15      | 0.00      | 2.67      | 2.78      | 11.43     | 4.44      |
| وزارة النقل الأمريكية             | 7.61      | 3.95      | 0.27      | 1.15      | 0.29      | 0.03      |
| لجنة التجارة الفيدرالية           | 0.21      | (0.003)   | 0         | 0         | 0         | 0         |